# تل پنج محل
تل پنج محل مربوط به سده‌های متأخر دوران‌های تاریخی پس از اسلام است و در شهرستان کازرون، بخش مرکزی، دهستان شاپور، روستای پنج محل واقع شده و این اثر در تاریخ ۲۳ بهمن ۱۳۸۵ با شمارهٔ ثبت ۱۷۲۴۶ به‌عنوان یکی از آثار ملی ایران به ثبت رسیده است.